# Carl Johan Johansson
Carl Johan Johansson (ou Johanson) (né à Östra Thorsås (Småland) le 14 novembre 1858 et mort à Uppsala le 26 juin 1888) est un botaniste et mycologue suédois, mort noyé deux ans après la fin de ses études à Uppsala, en tentant de porter secours à quelqu'un.

## Œuvres
Carl Johan Johansson est l'auteur d'une dizaine d'articles dans Botaniska Notiser et dans les publications de l'académie royale des sciences de Suède.
Il ne doit pas être confondu avec Carl Jahann Johanson, élève de Elias Magnus Fries, co-auteur avec celui-ci d'une thèse intitulée Monographia Mycenarum Sueciae, publiée à Uppsala en 1854.